# Тугтупіт
Тугтупіт — це берилій-алюмінієвий тектосилікат. Він також містить натрій і хлор і має формулу {\displaystyle {\ce {Na4Al3Be3Si4O32Cl}}}. Тугтупіт належить до групи фельдшпатоїдів з дефіцитом кремнезему. Він трапляється у високолужних інтрузивних магматичних породах.
Більша частина кристалічної структури схожа із содалітом, і ці два мінерали іноді трапляються разом в одному зразку.
Тугтупіт трапляється у вигляді склоподібних, прозорих або напівпрозорих мас тетрагональних кристалів, зазвичай білого, рожевого, малинового та навіть синього та зеленого кольорів. Він має твердість за шкалою Мооса 4 та питому вагу 2,36. Він флуоресціює малиновим кольором під ультрафіолетовим випромінюванням.
Вперше його було знайдено в 1962 році у відслоненні Тугтуп Агтакорфія інтрузивного комплексу Ілімауссак на південному заході Гренландії. Його також було виявлено в Мон-Сен-Ілер у Квебеку та в масиві Ловозеро на Кольському півострові в РФ, хоча досі лише родовища в Гренландії мають ювелірну якість.
Назва походить від гренландського інуїтського слова для північного оленя (tuttu), що означає «кров північного оленя».
Геологічна служба США повідомляє, що в Непалі тугтупіт (а також яшма та нефрит) були знайдені у великій кількості в більшості річок від Бардії до Данга.
Використовується як дорогоцінний камінь.